# Action Girlz Racing
Action Girlz Racing es un videojuego de carreras desarrollado por Data Design Interactive y publicado por Metro 3D. Fue lanzado para PC y PlayStation 2 en 2005 en Europa antes de ser portado a Wii en 2007. Se planeó una versión de PlayStation Portable pero fue cancelada por razones desconocidas.[cita requerida]

## Jugabilidad
El juego trata sobre carreras de karts, en el que el jugador debe recolectar objetos esparcidos por la pista, pudiendo usar algunos de estos como armas. El mal diseño de las pistas y las físicas pueden causar el perder el control de los vehículos.[cita requerida]

## Recepción
Siendo llamado el "Mario Kart para niñas",[cita requerida] Action Girlz Racing recibió críticas universalmente negativas por parte de los críticos. IGN le dio al juego un 0,8 sobre 10, lo que lo convierte en el juego con la puntuación más baja de la biblioteca de Data Design Interactive. La versión de PlayStation 2 es el segundo juego de PS2 más bajo de todos los tiempos en Gamefaqs.com, mientras que la versión de Nintendo Wii es el sexto juego de Wii más bajo de todos los tiempos en el mismo sitio.